# Ernest Zyromski
Ernest Zyromski, né à Nîmes le 13 décembre 1862 et mort le 21 avril 1933, est un essayiste et critique littéraire français.

## Biographie
Professeur à la Faculté de lettres de Toulouse, auteur de plusieurs biographies littéraires, il fut élu mainteneur de l'Académie des Jeux floraux en 1903.
Il a notamment été le préfacier du recueil de poèmes d’Amélie Frayssinet, Au creuset de la vie, et celui des Trois tragédies de Pierre Frayssinet, dont il était l’ami et même le confident, malgré la différence d’âge de quarante ans qui les séparait. Ernest Zyromski l'avait connu l’enfant, ce qui l’avait beaucoup attaché à lui : « Son enfance fut donc occupée et ravie par le jeu de ces imaginations troublées ou caressantes qui tenaient à la fois de la réalité et du rêve ». Une correspondance, aujourd’hui disparue, mis à part quelques extraits publiés dans la préface aux tragédies, a cependant bien existé entre eux. Il avait converti sa préface aux tragédies en un livre intitulé Pierre Frayssinet, le triomphe de l'esprit, mais malgré son émouvant témoignage d’amitié et la finesse de son analyse, cet ouvrage ne connut jamais le moindre succès.
Ernest Zyromski est le père de Jean Zyromski.

## Principales publications
- Lamartine, poète lyrique, Paris, Armand Colin (1896)
- De A. Chenerió poeta quonam modo graecos poetas sit imitatus et recentuiryl affectys expresserit (1897).
- L'Orgueil humain (1904)
- Sully Prudhomme (1907)
- Eugénie de Guérin, Paris, Armand Colin (1921)
- Maurice de Guérin, Paris, Armand Colin (1921)
- Pierre Frayssinet, le triomphe de l'esprit, Paris, éditions Le Divan (1932)
- Le Message grec (1932)
- Le Message oriental, Toulouse, éditions de l'Archer (1933)
- Messages, essais et fragments inédits (posthume, 1934)